# 秦承志
秦承志（1899年11月15日—1975年），名卓，字承志，以字行，湖南寧鄉人，前中華民國陸軍軍官。曾任國民革命軍第11集團軍（宋希濂部）機要師政戰主任，軍事調查統計局第三處處長，警察廣播電台主任秘書等。為前中華民國總統馬英九的外祖父。

## 生平
秦承志出身書香世家，其父為清朝舉人。
與宋希濂為姻親關係，抗日戰爭時期做過宋希濂的機要主任。
在抗日戰爭與國共內戰時，秦承志任職軍統局，為戴笠手下，負責協助間諜、反動、暗殺等工作。曾任軍統局情報戰術教官、上海區書記、後升任第三處處長。
1949年，随國府遷臺。出任警察廣播電台主任秘書。

## 家庭
其妻劉夢桃，兩人生有二女二子。
- 長女：秦厚修（1922年11月19日－2014年5月2日），為馬英九的母親。
- 次女：秦冰熙，現居湖南。
- 長子：秦燦石（1928年11月－2013年7月6日），棉花育種專家，中華人民共和國第七、八、九屆全國人大代表[4]。
- 次子：秦效頗，現居北京。